# Cristulariella depraedans
Cristulariella depraedans är en svampart som först beskrevs av Mordecai Cubitt Cooke, och fick sitt nu gällande namn av Franz Xaver von Höhnel 1916. Cristulariella depraedans ingår i släktet Cristulariella och familjen Sclerotiniaceae.   Inga underarter finns listade i Catalogue of Life.